# 修羅 (ヨルシカの曲)
「修羅」（しゅら）は、日本のロックバンドであるヨルシカの楽曲。2025年8月8日にPolydor Recordsからデジタル・シングルとして発売された。関西テレビ・フジテレビ系月10ドラマ『僕達はまだその星の校則を知らない』の主題歌として書き下ろされた楽曲で、宮沢賢治の詩集『春と修羅』がモチーフとなっている。

## 制作背景
2025年7月12日、同月14日から放送開始のドラマ『僕達はまだその星の校則を知らない』の主題歌を担当することと、楽曲のタイトルが「修羅」であることが発表された。楽曲は宮沢賢治の詩集『春と修羅』がモチーフとなっており、n-bunaはドラマに宮沢賢治の作品がモチーフとして登場することを引き合いに『春と修羅』をささやかな共通項として、ヨルシカの作品と、ドラマが交わるようなものになっていれば幸いですとコメントした。
Masackは本作でドラムの他にコンガを叩いており、個人的にしれっとコンガデビューしました。照と述べた。

## プロモーション
2025年7月31日、8月8日に「修羅」をデジタル・シングルとして発売することを発表した。同日にはドラマの映像を使用したスペシャルPVが公開された。8月4日にFM802『ROCK KIDS 802 -OCHIKEN Goes ON!!-』で初めてフルサイズで放送された。
8月8日、デジタル・シングル『修羅』を発売。ジャケットは前作『火星人』に引き続きn-bunaが制作した。シングル発売から4日後の12日にはn-bunaが原案・監督・アニメーターを務めた本作のミュージック・ビデオが公開された。n-bunaは自身にとっての修羅のイメージが「書き殴った怒り」であり、冒頭の顔に張り付く紙のアニメーションで表したと述べた。

## 評価
音楽ライターの森朋之はネオソウル経由の軽快なバンドグルーヴとどこか淡々としたメロディ、感情の起伏を抑えたボーカリゼーションと〈寂しいと私の胸よ裂けろ〉が生み出すコントラストはどこまでも美しく奥深い。文学作品をモチーフにしたn-buna（Gt/Composer）のソングライティングはさらに豊かさを増し、楽曲のコンセプトを正確に声に置き換えるsuis（Vo）のコラボレーションは、曲を重ねるたびに進化を続けていると評した。

## クレジット
※出典
- suis – ボーカル
- n-buna – 作詞作曲、編曲、ギター、コーラス
- 下鶴光康 – ギター
- キタニタツヤ – ベース
- Masack – ドラム、パーカッション
- 平畑徹也 – ピアノ[16]
- 寺久保伶矢 – トランペット

## チャート成績
| チャート (2025年)               | 最高位 |
| ------------------------------- | ------ |
| 日本 (Japan Hot 100)            | 70     |
| 日本 (オリコンデジタルシングル) | 7      |